# Język nggem
Język nggem – język transnowogwinejski używany w prowincji Papua w Indonezji. Według danych z 2005 roku posługuje się nim 4400 osób. 
Dzieli się na dwa główne dialekty: wschodni (używany w 19 wsiach) i zachodni (używany w trzech wsiach).
Blisko spokrewniony z językiem walak. Znalazł się pod wpływem języka dani zachodniego, który był używany w sferze religijnej. W 1999 r. odnotowano, że w trzech wsiach zachodnich zaczął być wypierany przez ten język.
Częsta jest wielojęzyczność, zwłaszcza wśród starszego pokolenia (yali, walak, dani zachodni, arira). W użyciu jest również język indonezyjski, aczkolwiek w ograniczonym zakresie.
Został opisany w postaci opracowania gramatycznego (Nggem Morphology and Syntax, 2002) . Jest zapisywany alfabetem łacińskim.